# Ma come si può uccidere un bambino?
Ma come si può uccidere un bambino? (¿Quién puede matar a un niño?) è un film del 1976 diretto da Narciso Ibáñez Serrador e tratto dal romanzo El juego de los niños di Juan José Plans.

## Trama
Il film si apre con i resoconti di alcune guerre combattute nel corso del Novecento, durante le quali innumerevoli bambini in giro per il mondo hanno trovato la morte a causa della scelleratezza di adulti. La vicenda si sposta sulle coste spagnole, dove il cadavere di una giovane donna viene ritrovato da parte di bagnanti terrorizzati. Proprio in questo frangente fanno il loro arrivo in Spagna Tom ed Evelyn, una coppia inglese felicemente sposata e prossima ad avere il suo terzo figlio. Dopo alcune difficoltà a trovare un alloggio a causa dell'elevato afflusso turistico, i due riescono comunque ad ambientarsi grazie anche alle basi di spagnolo possedute da Tom, il quale non è completamente nuovo a questa terra. Stanchi tuttavia del costante baccano prodotto da turisti e festeggiamenti, i due decidono di fare una deviazione sull'isola di Almanzora, situata tra la Spagna e l'Africa, in cui Tom era già stato precedentemente. 
Una volta affittata una barca e pilotata autonomamente la stessa fino a tale isola, i due incontrano alcuni bambini che sembrano ignorarli o essere in grado al massimo di assumere atteggiamenti velatamente aggressivi. La coppia cerca di individuare altri adulti presenti sull'isola, tuttavia sembra che siano rimasti in giro unicamente i bambini: infatti tutti gli edifici sono abbandonati. Tom riesce comunque a procurarsi del cibo, mentre Evelyn incontra una ragazzina che appare molto interessata dal suo pancione ma che scappa via non appena la donna cerca di instaurare una conversazione con lei. Una volta riunitasi per pranzare, la coppia risponde ad alcune telefonate di una donna tedesca che, con voce parecchio allarmata, cerca di comunicare loro qualcosa tramite il telefono fisso della locanda in cui sono capitati.
Subito dopo, la coppia assiste a una scena orribile: un uomo anziano viene massacrato a bastonate da una ragazzina, che poi scappa via divertita. Tom la segue e scopre un folto gruppo di ragazzini che compie il gioco della pignatta usando una persona e una falce. Inorridito, l'uomo cerca di nascondere la verità a sua moglie, la quale comunque intuisce che qualcosa non va. Mentre Tom si ritrova in una soffitta a cercare qualcosa per difendersi, Evelyn viene aggredita da un uomo armato di una bottiglia di vetro: Tom riesce a calmarlo ed a farsi raccontare cosa sta accadendo. I bambini del posto sono recentemente impazziti, come se colti da una mutazione che li porta a individuare negli adulti dei nemici da eliminare. Poco dopo i tre vengono raggiunti dalla figlia dell'uomo che, dopo aver attirato suo padre puntando sulla tenerezza, lascia che venga massacrato dai suoi compagni di gioco.
Tom, che nel frattempo è riuscito a procurarsi un fucile, convince Evelyn a scappare dai bambini, ritenendo che la priorità sia ritornare dai propri figli anche al costo di perdere quello che la donna ha nel grembo. I due riescono a impadronirsi di una vettura e scappano dai bambini, rifugiandosi nell'unica casa ancora abitata da adulti che riescono a individuare. Qui vengono attaccati dai bambini ma riescono a resistere: Tom ne uccide uno con un fucile. Nel frattempo, tuttavia, il bambino di cui Evelyn è incinta viene contagiato da ciò che ha trasformato i bimbi del luogo e uccide sua madre dall'interno: disperato, Tom scappa via e inizia a decimare i bambini col fucile pur di ottenere una via di fuga.
L'uomo approda alla barca e cerca di salpare via, tuttavia i bambini lo attaccano con ogni mezzo a loro disposizione: lui riesce comunque ad ucciderne alcuni. Un poliziotto chiamato precedentemente da un abitante dell'isola fa il suo arrivo: l'uomo scambia Tom per un pericoloso pazzo e lo uccide per poi salpare sull'isola. Il poliziotto non è certamente preoccupato dai bambini, e così lascia il suo fucile incustodito: questi si impossessano quindi dall'arma e lo uccidono. Una volta uccisi tutti gli adulti presenti sull'isola, i ragazzini non si accontentano: alcuni vogliono approdare in Spagna e iniziare da lì la conquista del mondo.

## Produzione

### Regia
Narciso Ibáñez Serrador era al suo secondo film per il cinema dopo una lunga militanza nella televisione spagnola; il suo film d'esordio, Gli orrori del liceo femminile è del 1969.

### Sceneggiatura
Lo sceneggiatore del film è lo stesso regista che si è basato sul libro El juego de los niños scritto da Juan José Plans nel 1976.

### Cast
Originariamente per il ruolo di Tom, il regista voleva Anthony Hopkins, ma fu costretto a ripiegare su un altro attore inglese, Lewis Fiander, della cui recitazione nel film però non rimase soddisfatto. Serrador fu invece contento del lavoro della protagonista femminile, l'attrice Prunella Ransome.

### Cameo
Il regista fa una comparsata all'inizio della pellicola; è il tizio in maglia arancione a cui Tom ed Evelyn si rivolgono appena scesi dall'autobus.

### Riprese
Nonostante la vicenda si svolga su un'isola, le scene ambientate in paese sono state girate a Ciruelos nella provincia di Toledo, a circa 250 km dal mare.
Le altre località in cui il film è stato girato sono Almuñécar (Granada), Minorca (Isole Baleari) e Sitges (Catalogna)

## Colonna sonora[3]
La colonna sonora del film è stata pubblicata nel formato CD nel Giugno 2002 per una durata complessiva di 00:44:05. Esiste anche un'edizione limitata (1000 copie) di due CD di 02:18:58 di durata; quest'ultima è stata messa in commercio il 2 novembre 2009.
1. Biafra, Vietnam, Auschwitz (02:23)
2. Evelyn (Orquestal) (02:37)
3. La isla desierta (04:36)
4. Agonía de Evelin (03:20)
5. Juegos macabros (03:46)
6. La isla del crimen (03:45)
7. Evelyn II (01:21)
8. Evelyn (Versión Vocal) (02:55)
9. Todo está perdido (02:14)
10. Amanecer sin Evelyn (02:19)
11. La mutación (07:45)
12. La furia de los niños (03:25)
13. Muerte de Almanzora (01:53)
14. ¿Quién puede matar a un niño? (01:46)

## Distribuzione

### Data di uscita[4]
- Spagna: 26 aprile 1976
- Germania Ovest: Tödliche Befehle aus dem All, 14 gennaio 1977
- Francia: Les révoltés de l'an 2000, 2 febbraio 1977
- Giappone: Maggio 1977
- Svezia: Vem kan döda ett barn?, 18 luglio 1977
- Stati Uniti: Island of the Damned, giugno 1978

### Titoli alternativi[5]
- Death is Child's Play, Would You Kill a Child? e Island of Death, Gran Bretagna
- Ein Kind zu töten..., Germania (edizione DVD)
- Island of the Damned, Trapped, Lucifer's Curse, Stati Uniti
- Kirkaisu, Finlandia
- Los niños, Spagna (titolo abbreviato)
- Oi eglimaties tou etous 2000, Oi epanastates tou etous 2000, Grecia
- Os Revoltados do Ano 2000 , Portogallo
- Quem Pode Matar uma Criança?, Brasile
- Who Can Kill a Child? (internazionale)

### Divieti[6]
- Italia: VM18, Film per tutti (DVD)
- Canada: VM13
- Svezia: VM15
- Francia: VM16
- Argentina: VM17 (rating X), VM18 (1982), VM16 (2003)
- Australia: VM17 (rating M)
- Gran Bretagna: VM17 (rating X)
- Stati Uniti: VM17 (rating R)
- Germania: VM18
- Spagna: VM18
- Finlandia: bandito fino al 2006, anno in cui è stato presentato al Night Visions Film Festival
- Islanda: bandito

## Accoglienza

### Critica
- Il dizionario Morandini assegna al film 3 stelle su cinque, lo definisce pervaso da un fascino crudele e ne elogia il solido impianto narrativo (...) e la rinuncia agli effetti cruenti più facili[7][8].
- Il dizionario Farinotti gli assegna 3 stelle su cinque senza fornire alcun giudizio critico[9].

## Slogan promozionali
- «Suddenly...They were the only adults left alive on the island.»
«Improvvisamente...Loro erano gli unici adulti ad essere rimasti vivi sull'isola.»;
- «They don't know it yet, but their vacation paradise will be a nightmare»
«Ancora non lo sapevano, ma le loro vacanze sarebbe diventate un incubo»;
- «Today-the terror is unbelievable Tomorrow -it could be true!»
«Oggi-il terrore è inconcepibile, domani-potrebbe divenire realtà!»;
- «A nice place to visit, but you could never LIVE there!»
«Un bel posto da visitare, ma non potrai mai VIVERCI».

## Riconoscimenti
Il film ha vinto il Premio della critica al Festival internazionale del film fantastico di Avoriaz nel 1977

## Citazioni e riferimenti
- In una scena ad inizio film, i due protagonisti discutono de La dolce vita di Federico Fellini
- Serrador è un grande fan di Alfred Hitchcock[10] ed ha voluto omaggiare uno dei suoi film - Gli uccelli - con alcune scene: la scena dove tutti i bambini sono pronti ad attaccare i due protagonisti e la fuga finale dall'isola.

## Remake
Nel 2012 il regista Makinov ha realizzato un remake del film intitolato Come Out and Play.